# Ана Анђелина Комнина Дукина
Ана Анђелина Комнина Дукина (грчки: Ἄννα Ἀγγελίνα Κομνηνή Δούκαινα) била је српска краљица, супруга Радослава Немањића (1228–1234).

## Биографија
Ана је била ћерка епирског деспота Теодора Анђела Дуке Комнина и Марије Петралифене.

### Склапање брака
Стефан Првовенчани, отац Радослава, је 1216. године покушавао да организује брак између свог најстаријег сина и Теодоре, ћерке Михаила I Комнина Дуке, оснивача Епирске деспотовине. Међутим, црква је забранила склапање овог брака јер због блиског крвног сродства. Убрзо потом, Радослав се оженио Аном. Није позната тачна година склапања брака, али, према новим истраживањима, до брака је дошло 1219. или 1220. године.
Захваљујући преписци митрополита Нафпакта Јована Апокавка сазнајемо о припремама за венчање Радослава и Ане, најстарије ћерке епирског деспота Теодора. Припреме су започете још 1218. године. Брак је склопљен годину дана касније, крајем 1219. године. У тих годину дана треба датовати и познати веренички прстен који је Радослав поклонио Ани. Свадба се требало да се одржи у Прилепу или Скопљу. Воља владара сада је била јача од канонских правила. Наиме, Радослав је био у истом степену крвног сродства са Аном као што је био и са Теодором, ћерком покојног Михаила Анђела. Сада је, међутим, на склапању брака инсистирао сам Теодор. Пошто је са Бугарима и Латинима био у рату, била му је потребна подршка Србије. На сагласност се чекало најмање годину дана што јасно доказује да канонска сметња није лако преброђена. Самим тим што Теодор Анђел позива Јована Апокавка да благослови брак показује да Димитрије Хоматијан то није желео учинити. Сам Апокавк пише (у писму с краја 1218) да је присиљен отићи на венчање. Као и Хоматијан, ни он брак није одобравао. Из византијских житија није познато ко је благословио на крају брак, али се одговор може наћи у Савином Житију. Доментијан греши када женидбу ставља у време после смрти Првовенчаног, али се може наслутити да је благослов дао тек хиротонисани српски архиепископ по повратку у земљу.

### Српска краљица
Теодор Анђел крајем 1224. године осваја Солун. Тиме је срушио Солунску краљевину након чега је узео титулу цара и постао раван осталим претендентима на власт у Цариграду (бугарском и никејском цару). Радослав на власт долази 1228. године након смрти оца. Радослав се у потпуности ослањао на свога таста Теодора што се приписује утицају његове жене Ане. Теодор је 1230. године страховито поражен од Бугара у бици на Клокотници. Радослављева прогрчка политика сада је представљала проблем. Властела, на челу са Радослављевим млађим братом Владиславом, га је збацила са престола почетком 1234. године.

### Последње године
Радослав и Ана су најпре отишли у Дубровник где су покушали организовати државни удар против Владислава. Дубровчани су га лепо примили, а Радослав им је доделио веома широке повластице ослобађајући их свих обавеза према српским владарима. Намера му је била да стекне савезника за борбу против Владислава. Међутим, Владислав је вршио велики притисак на Дубровник. Радослав је покушао да потражи заштиту код босанског бана Матеја Нинослава, у чему није имао успеха. Стога је напустио Дубровник и побегао у Драч ког деспота Михаила II. Тамо се развео од Ане. Извори кажу да му је један „Фруз“ (Француз) запретио и отео жену. Вратио се у Србију где се замонашио као монах Јован. Умро је после 1235. године у Студеници. Могуће да је са Аном имао сина, Драгослава Јована, али то није доказано. Ана се на крају вратила оцу у Епир. И она се вероватно замонашила као и њен супруг

## Породично стабло
|  |                             |  |  |  |  |  |  |  |  |  |  |  |  |  |  |  |
|  | Манојло Анђео               |  |  |  |  |  |  |  |  |  |  |  |  |  |  |  |
|  |                             |  |  |  |  |  |  |  |  |  |  |  |  |  |  |  |
|  |                             |  |  |  |  |  |  |  |  |  |  |  |  |  |  |  |
|  | Константин Анђел            |  |  |  |  |  |  |  |  |  |  |  |  |  |  |  |
|  |                             |  |  |  |  |  |  |  |  |  |  |  |  |  |  |  |
|  |                             |  |  |  |  |  |  |  |  |  |  |  |  |  |  |  |
|  | Јован Дука                  |  |  |  |  |  |  |  |  |  |  |  |  |  |  |  |
|  |                             |  |  |  |  |  |  |  |  |  |  |  |  |  |  |  |
|  |                             |  |  |  |  |  |  |  |  |  |  |  |  |  |  |  |
|  | Алексије I Комнин           |  |  |  |  |  |  |  |  |  |  |  |  |  |  |  |
|  |                             |  |  |  |  |  |  |  |  |  |  |  |  |  |  |  |
|  |                             |  |  |  |  |  |  |  |  |  |  |  |  |  |  |  |
|  | Теодора Комнина Анђелина    |  |  |  |  |  |  |  |  |  |  |  |  |  |  |  |
|  |                             |  |  |  |  |  |  |  |  |  |  |  |  |  |  |  |
|  |                             |  |  |  |  |  |  |  |  |  |  |  |  |  |  |  |
|  | Ирина Дукина                |  |  |  |  |  |  |  |  |  |  |  |  |  |  |  |
|  |                             |  |  |  |  |  |  |  |  |  |  |  |  |  |  |  |
|  |                             |  |  |  |  |  |  |  |  |  |  |  |  |  |  |  |
|  | Теодор Анђел Дука Комнин    |  |  |  |  |  |  |  |  |  |  |  |  |  |  |  |
|  |                             |  |  |  |  |  |  |  |  |  |  |  |  |  |  |  |
|  |                             |  |  |  |  |  |  |  |  |  |  |  |  |  |  |  |
|  | Константин Макродука        |  |  |  |  |  |  |  |  |  |  |  |  |  |  |  |
|  |                             |  |  |  |  |  |  |  |  |  |  |  |  |  |  |  |
|  |                             |  |  |  |  |  |  |  |  |  |  |  |  |  |  |  |
|  | Зоја Дука                   |  |  |  |  |  |  |  |  |  |  |  |  |  |  |  |
|  |                             |  |  |  |  |  |  |  |  |  |  |  |  |  |  |  |
|  |                             |  |  |  |  |  |  |  |  |  |  |  |  |  |  |  |
|  | Ана Комнина                 |  |  |  |  |  |  |  |  |  |  |  |  |  |  |  |
|  |                             |  |  |  |  |  |  |  |  |  |  |  |  |  |  |  |
|  |                             |  |  |  |  |  |  |  |  |  |  |  |  |  |  |  |
|  | Ана Анђелина Комнина Дукина |  |  |  |  |  |  |  |  |  |  |  |  |  |  |  |
|  |                             |  |  |  |  |  |  |  |  |  |  |  |  |  |  |  |
|  |                             |  |  |  |  |  |  |  |  |  |  |  |  |  |  |  |
|  | Марија Петралифена          |  |  |  |  |  |  |  |  |  |  |  |  |  |  |  |
|  |                             |  |  |  |  |  |  |  |  |  |  |  |  |  |  |  |
|  |                             |  |  |  |  |  |  |  |  |  |  |  |  |  |  |  |